# 罗马建城纪年
罗马建城纪年（拉丁語：Ab urbe condita，或，简作AUC或AVC），是古罗马时期历史学家所用的纪年法之一。“Ab urbe condita”在拉丁文中意为“从（罗马）城建立起”。通常将始年定在公元前753年。文艺复兴时代的著者有时会使用罗马纪年，这给人以罗马人经常用罗马纪年的错误印象。事实上，现代历史学家比罗马人更常用罗马纪年。

## 示例
BC = 公元前；AD = 公元
1 AUC = 753 BC （羅馬建城，羅馬王國成立）
245 AUC = 509 BC （羅馬王國被推翻，罗马共和国成立）
418 AUC = 336 BC（馬其頓國王亞歷山大大帝開始東征建立希臘帝國，希臘化時期的開始）
608 AUC = 146 BC（罗马共和国征服希臘本土）
724 AUC = 30 BC （罗马共和国征服托勒密埃及，結束希臘化時期）
726 AUC = 27 BC （元首制：屋大維成為羅馬皇帝奧古斯都，羅馬帝國成立）
754 AUC = 1 AD（耶穌誕生）
1000 AUC = 247 AD（羅馬建城1000週年，帝國正在經歷三世紀危機）
1037 AUC = 286 AD（戴克里先成為羅馬皇帝，開始四帝共治制）
1148 AUC = 395 AD（羅馬皇帝狄奧多西一世去世，帝國完全分裂成東西兩部）
1229 AUC = 476 AD（拉文納陷落，西羅馬帝國滅亡）
1375 AUC = 622 AD（伊斯蘭崛起）
1500 AUC = 747 AD（教皇國成立）
1553 AUC = 800 AD（神聖羅馬帝國成立）
1849 AUC = 1096 AD（十字軍東征）
1959 AUC = 1206 AD（蒙古征戰）
2000 AUC = 1247 AD（羅馬建城2000週年）
2206 AUC = 1453 AD（君士坦丁堡陷落，東羅馬帝國滅亡）
2245 AUC = 1492 AD（收復失地運動結束、大航海時代）
2371 AUC = 1618 AD（三十年戰爭）
2529 AUC = 1776 AD（美國獨立發表獨立宣言）
2556 AUC = 1803 AD（拿破崙戰爭）
2559 AUC = 1806 AD（神聖羅馬帝國解體）
2667-2671 = 1914-1918 AD（第一次世界大戰）
2675 AUC = 1922 AD（奧斯曼帝國滅亡）
2692 AUC = 1939 AD（第二次世界大戰爆發）
2698 AUC = 1945 AD（第二次世界大戰結束，冷戰開始）
2744 AUC = 1991 AD（蘇聯解體，冷戰結束）
2753 AUC = 2000 AD
2763 AUC = 2010 AD
2773 AUC = 2020 AD
2778 AUC = 2025 AD（今年）